# Menschenlandschaft Berlin

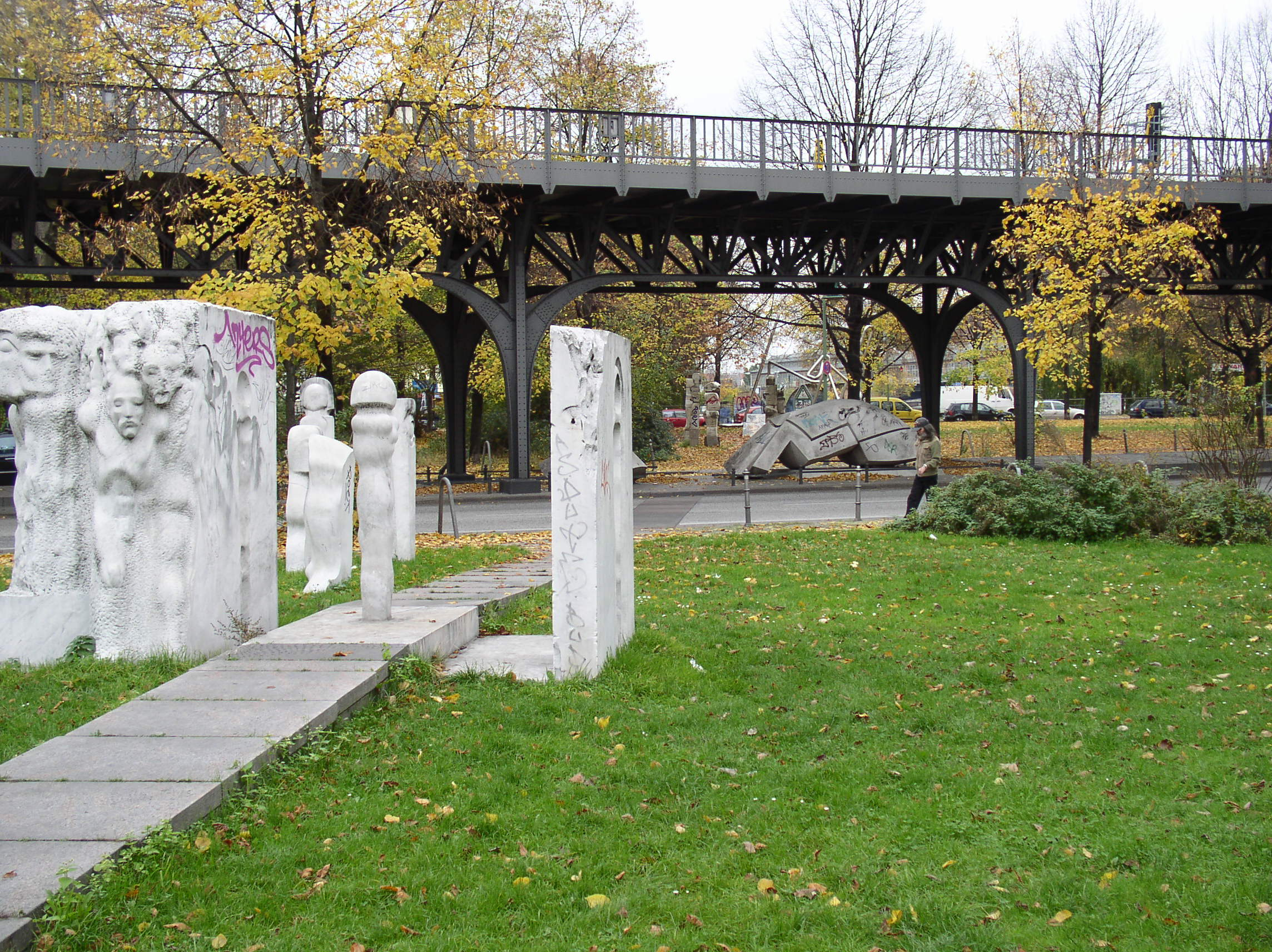
Menschenlandschaft Berlin

De beeldenroute Menschenlandschaft Berlin is een in 1987 geïnstalleerd kunstproject in de Berlijnse wijk Kreuzberg. Het gaat om een beeldenroute, die van de Schlesische Tor naar de May-Ayim-Ufer loopt, waarbij de wandelaar zeven objecten passeert.

## Geschiedenis
Het project is ontstaan tijdens een beeldhouwerssymposium.
De tentoongestelde werken hebben alle als thema 'Kreuzberg als kristallisatiepunt voor Migranten'. De objecten werden vervaardigd door zeven verschillende kunstenaars, met allen een andere culturele achtergrond. Tussen de diverse beelden(groepen) werd een pad van granietstenen aangelegd. Het symposium en de beeldenroute werden gefinancierd uit een fonds 'Kunst-im-Stadtraum' ter gelegenheid van de viering van 750 jaar Berlijn. Het zou een contrast moeten zijn met de monumentaliteit van de nabijgelegen boulevard de Kurfürstendamm.

## De beelden
- Dove Vai

De sculptuur Dove Vai aan het voetpad Schlesische Straße van Andreas Wegner.
- Menschen in der Stadt

De sculpturengroep Menschen in der Stadt bevindt zich tussen de Schlesische Straße en de Oberbaum Straße van Mehmet Aksoy.
- Puppenruhe

De sculpturengroep Puppenruhe in de Oberbaumstraße van Louis Niebuhr.
- Die Begegnung

De sculpturengroep Die Begegnung tussen de Oberbaumstraße en de May-Ayim-Ufer van Azade Köker.
- Stehende Figur vor Reliefkörpern

De Stehende Figur vor Reliefkörpern tussen de Oberbaumstraße en de May-Ayim-Ufer van Andreas Frömberg.
- Raumlinie

De abstracte staalconstructie Raumlinie tussen de Oberbaumstraße en de May-Ayim-Ufer van Rudolf Valenta.
- Blau-Bogen-Wiese

De zitelementen Blau-Bogen-Wiese aan de May-Ayim-Ufer van Leslie Robbins.

## Fotogalerij

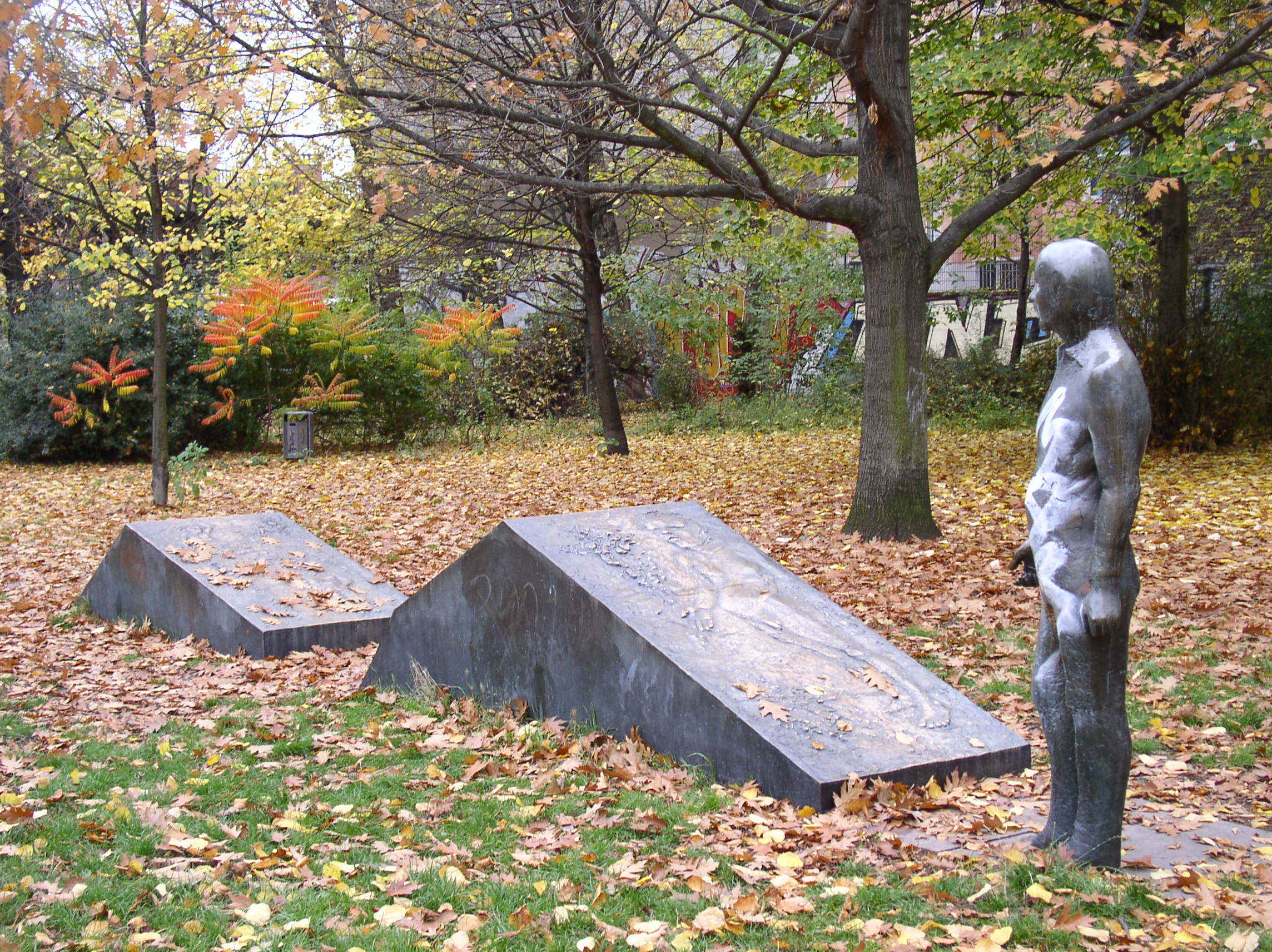
Stehende Figur vor Reliefkörpern
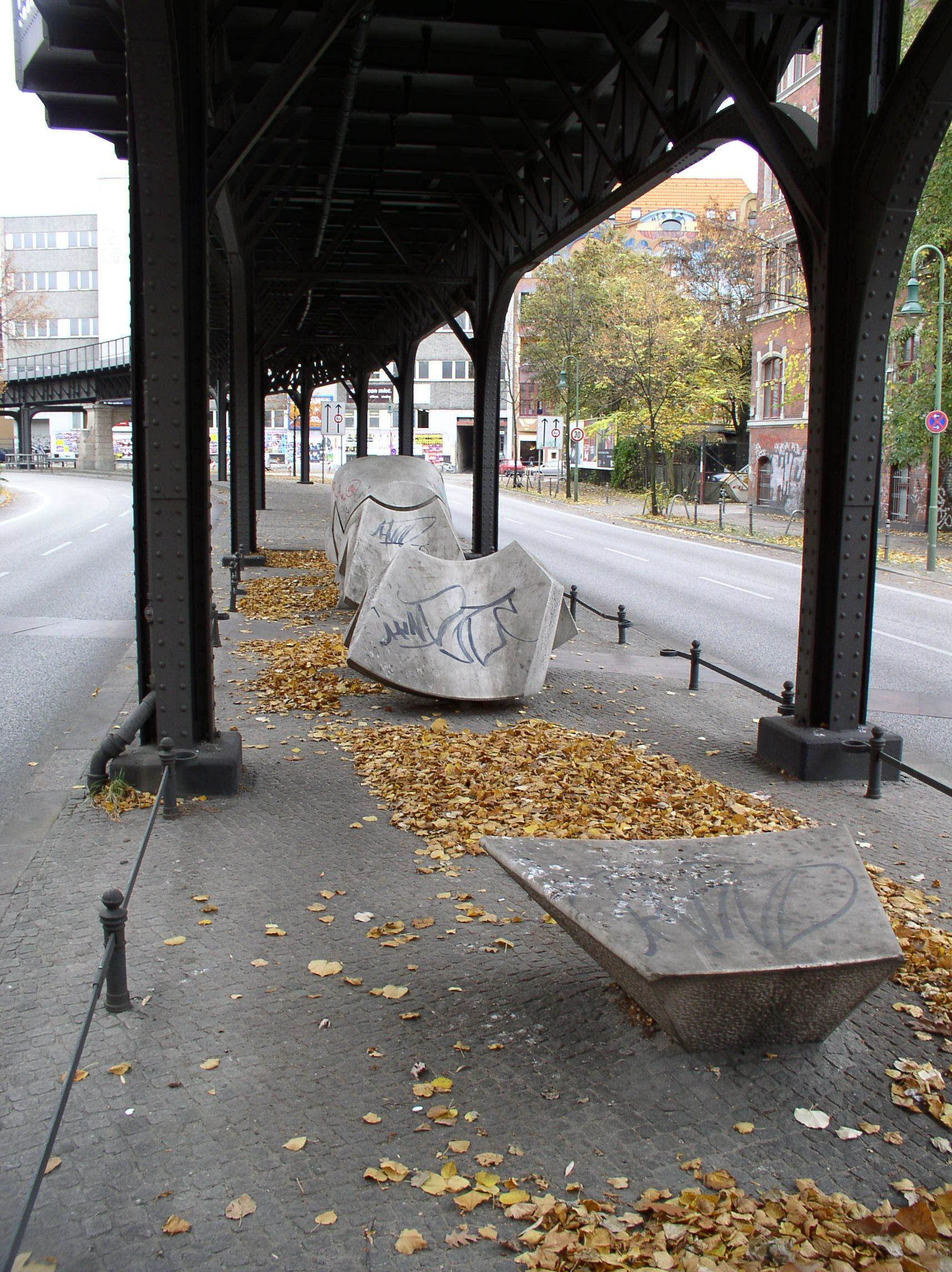
Puppenruhe
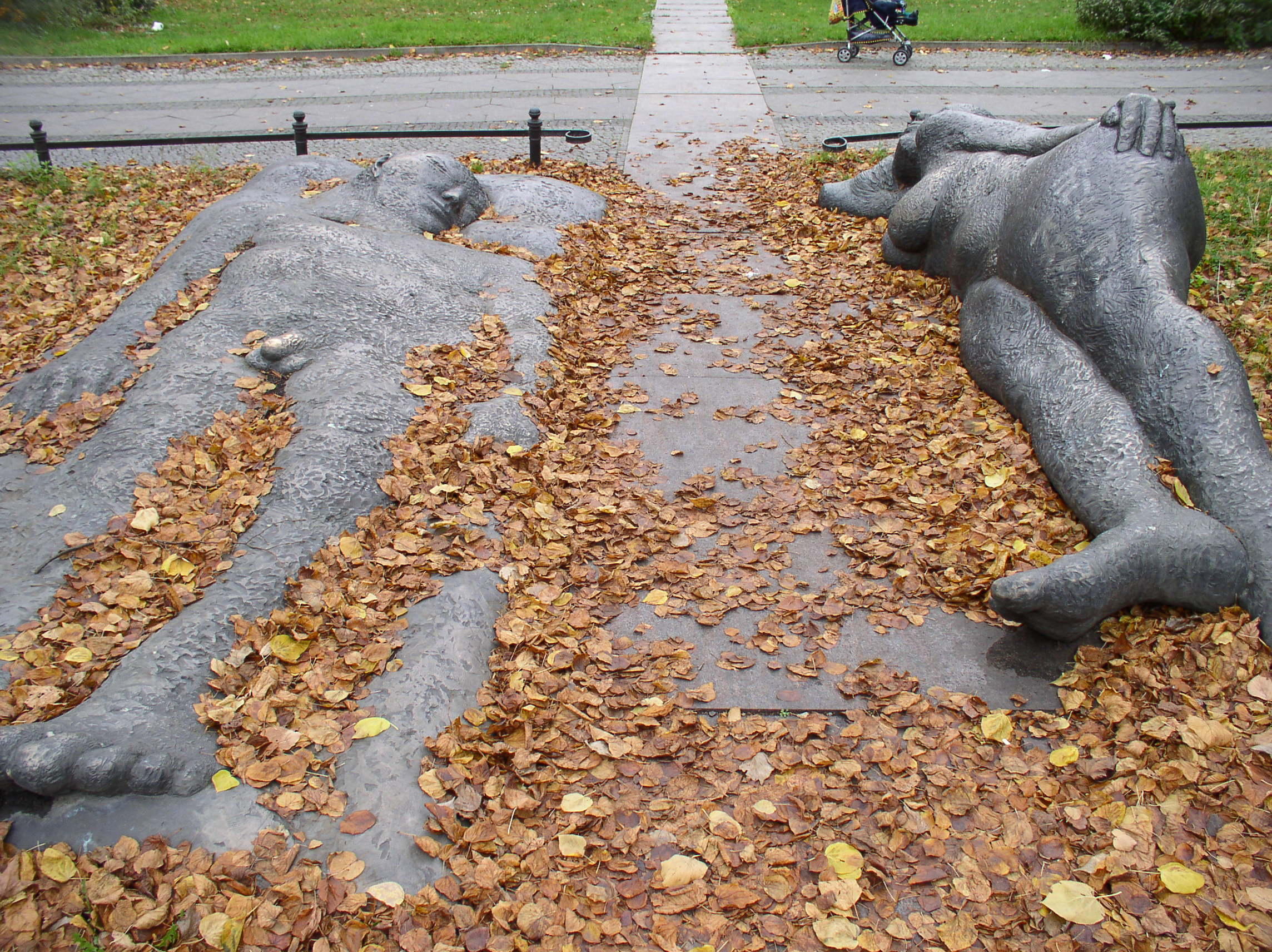
Dove Vai
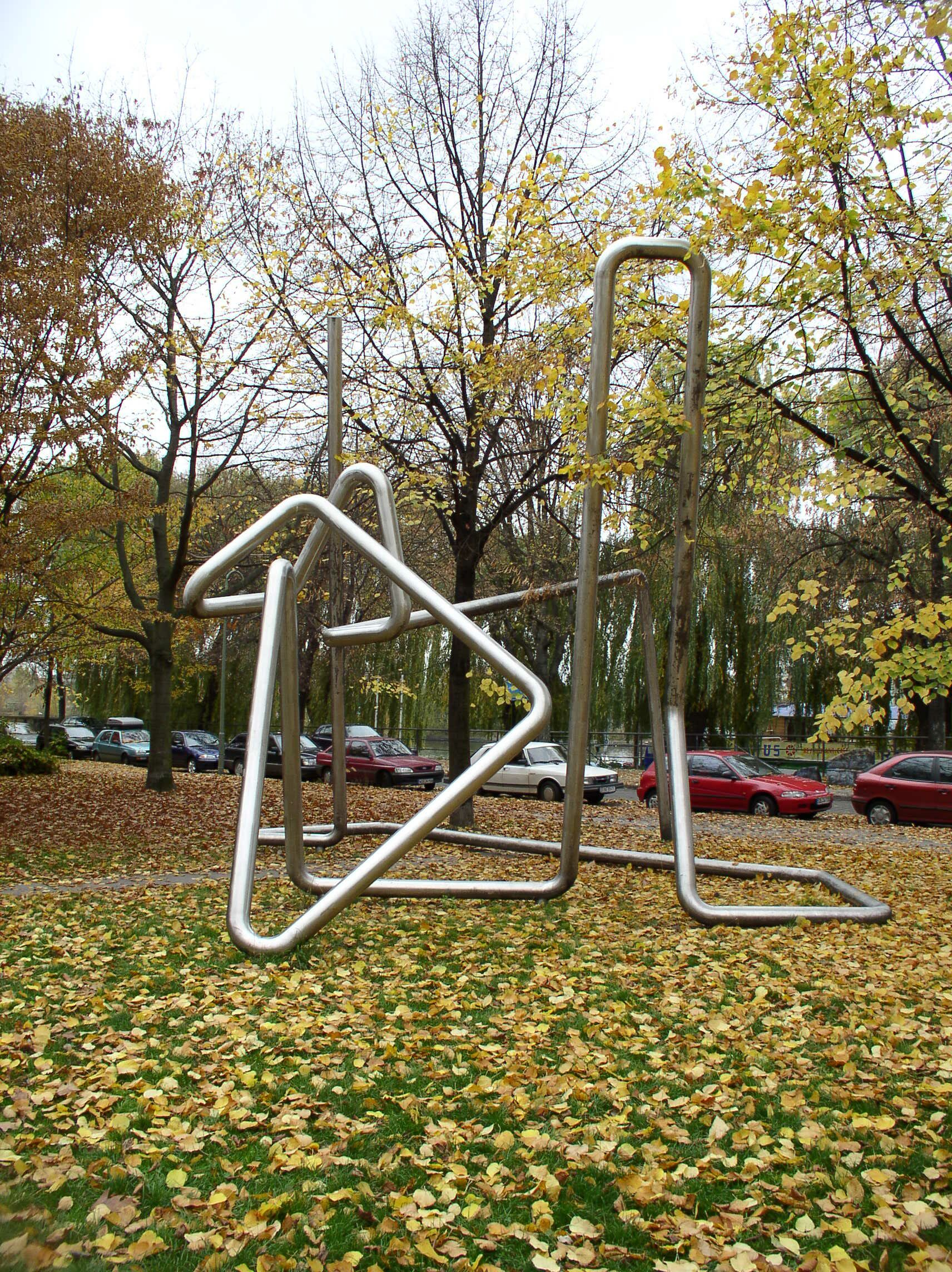
Raumlinie